# Palermo San Lorenzo Colli vasútállomás
A Palermo San Lorenzo Colli vasútállomás Olaszországban, Szicília régióban, Palermo megyében, Palermo településen található. Forgalma alapján az olasz vasútállomás-kategóriák közül az ezüst kategóriába tartozik.

## Vasútvonalak
Az állomást az alábbi vasútvonalak érintik:
- Palermo Notarbartolo–Palermo Aeroporto railway